# Rio Grande do Norte
Rio Grande do Norte is een van de 26 deelstaten van Brazilië.
De staat met de standaardafkorting RN heeft een oppervlakte van 52.811 km² en ligt in de regio Noordoost. Rio Grande do Norte grenst aan de Atlantische Oceaan in het noorden en het oosten en de staten Paraíba in het zuiden en Ceará in het westen. In 2017 had de staat 3.507.003 inwoners. De hoofdstad is Natal.
Een inwoner van Rio Grande do Norte noemt men een "Potiguar" (garnaaleter). Het Atol das Rocas, zo'n 260 km uit de kust, behoort tot Rio Grande do Norte en staat op de Werelderfgoedlijst.

## Steden
De tien grootste steden van de staat zijn:
| Stad                                            | Inwoners |
| ----------------------------------------------- | -------- |
| Natal                                           | 885.180  |
| Mossoró                                         | 295.619  |
| Parnamirim                                      | 254.709  |
| São Gonçalo do Amarante                         | 101.492  |
| Macaíba                                         | 80.031   |
| Ceará-Mirim                                     | 73.849   |
| Caicó                                           | 68.222   |
| Assú                                            | 58.183   |
| Currais Novos                                   | 45.288   |
| São José de Mipibu                              | 43.995   |
| Bron: (pt) IBGE - Populatie volgens census 2017 |          |

## Bestuurlijke indeling
De deelstaat Rio Grande do Norte is ingedeeld in 4 mesoregio's, 19 microregio's en 167 gemeenten.